# 寧蒗高原鰍
寧蒗高原鰍（學名：Triplophysa ninglangensis）為輻鰭魚綱鯉形目條鰍科高原鰍屬的其中一種。分布於亞洲中國雲南省寧蒗縣雅礱江流域，體長可達7公分，棲息在溪流底層水域，生活習性不明。

## 扩展阅读
維基物種上的相關：寧蒗高原鰍